# 易極冰
易極冰（Eclipse Ice）是箭牌旗下的易極系列（Eclipse）的一個香口珠品牌。
易極冰以錫紙作為包裝，每包有10粒香口珠，每粒淨重1.4克。

## 銷售地方
易極冰主要在澳洲及紐西蘭銷售。
2005年，入臺銷售，易名Eclipse易口舒無糖薄荷錠。

## 同類產品
- 易極香口膠
- 易極薄荷糖

## 外部連結
- 瑪氏食品 官方 （页面存档备份，存于）
- 箭牌澳洲及紐西蘭易極品牌系列
- 易口舒-台灣留連香股份有限公司 （页面存档备份，存于）